# Wolfgang Löwe
Wolfgang Löwe (* 14. Juni 1953 in Suhl) ist ein ehemaliger Volleyballspieler aus der DDR.
Löwe begann 1967 im Nachwuchstrainingszentrum in Suhl mit dem Volleyball. 1969 wurde er zum SC Leipzig delegiert. Von 1972 bis 1976 gewann er fünfmal in Folge den DDR-Meistertitel.
Bei der Junioreneuropameisterschaft 1971 belegte Löwe mit der DDR-Auswahl unter Trainer Klaus Kirchbach den vierten Platz. Danach übernahm der DDR-Nationaltrainer und Cheftrainer beim SC Leipzig Herbert Jenter die weitere Ausbildung. Ab 1972 gehörte Löwe zur DDR-Nationalmannschaft. Bei den Olympischen Spielen 1972 in München gehörten mit Wolfgang Maibohm und Wolfgang Löwe nur zwei Spieler zur DDR-Auswahl, die nicht 1970 bereits Weltmeister geworden waren. Im Olympiafinale 1972 unterlagen die DDR-Spieler gegen die japanische Mannschaft und erhielten die Silbermedaille. Löwe belegte mit der DDR-Auswahl den vierten Platz bei der Weltmeisterschaft 1974 und den siebten Platz bei der Europameisterschaft 1975.
Löwe absolvierte während seiner sportlichen Karriere ein Sportstudium an der DHfK und war nach dem Ende seiner sportlichen Laufbahn beim VEB Baukombinat Leipzig als Instrukteur für Sport und Kultur beschäftigt.